# Полет 130 на „Байкал Еърлайнс“
Полет 130 на „Байкал Еърлайнс“ е редовен вътрешен пътнически полет от международното летище „Иркутск“, Иркутск, до международното летище „Домодедово“, Москва, Русия, управляван от „Байкал Еърлайнс“. На 3 януари 1994 г., докато самолетът „Туполев Ту-154M“ изпълнява полета, един от двигателите му внезапно избухва в пламъци. След това екипажът се опитва да се върне в Иркутск, но губи контрол над машината и тя се разбива във ферма за производство на мляко близо до град Мамони. Всички 115 пътници, 9 членове на екипажа на борда и един човек на земята загиват при катастрофата.
Смята се, че инцидентът е причинен от навлизане на чуждо тяло в двигателя и прекъсване на няколко важни линии към хидравличната и горивната система на самолета. Машината има проблеми още преди да излети, защото на екипажа са необходими близо 17 минути, за да стартира двигателите. Получени са множество предупреждения, че има проблеми със стартера на двигател № 2, но екипажът ги отписва като фалшива тревога. Справочното ръководство в пилотската кабина не съдържа насоки как да се реагира на предупрежденията на стартера на двигателя. Екипажът продължава да набира височина и да лети, без да разбере, че стартерът на двигател № 2 все още е включен.